# Twice 1st Tour Twiceland - The Opening
Twice 1st Tour: Twiceland The Opening es la primera gira de conciertos para la girl band surcoreana Twice, en apoyo de su tercer EP TWICEcoaster: LANE 1. La primera etapa asiática fue anunciada en enero de 2017. La gira comenzó con tres espectáculos en Seúl los días 17, 18 y 19 de febrero y visitó dos países (Tailandia y Singapur).

## Antecedentes
La gira se anunció por primera vez a través del Twitter de Twice el 9 de enero con la revelación de los tres primeros conciertos en Seúl los días 17, 18 y 19 de enero. El 25 de enero, se anunció que la gira tendrá lugar en Bangkok el día 8 de abril, y al día siguiente fue anunciado Singapur para el día 29 de abril.
Un total de 2 países fueron confirmados: Tailandia y Singapur.

## Rendimiento comercial
La primera gira de conciertos en solitario de TWICE se agotó en tan sólo cuarenta minutos, consolidando al grupo como uno de los grupos de novatos más populares de K-pop.

## Fechas de la gira
| Fecha                 | Ciudad   | País          | Lugar                                             | Asistencia |
| --------------------- | -------- | ------------- | ------------------------------------------------- | ---------- |
| 17 de febrero de 2017 | Seúl     | Corea del Sur | SK Olympic Handball Gymnasium                     | 21 000     |
| 18 de febrero de 2017 | Seúl     | Corea del Sur | SK Olympic Handball Gymnasium                     | 21 000     |
| 19 de febrero de 2017 | Seúl     | Corea del Sur | SK Olympic Handball Gymnasium                     | 21 000     |
| 8 de abril de 2017    | Bangkok  | Tailandia     | Thunder Dome, Muang Thong Thani                   |            |
| 29 de abril de 2017   | Singapur | Singapur      | The Star Theatre, The Star Performing Arts Centre | 5 000      |
| 17 de junio de 2017   | Seúl     | Corea del Sur | Jamsil Indoor Stadium                             |            |
| 18 de junio de 2017   | Seúl     | Corea del Sur | Jamsil Indoor Stadium                             |            |
| Total                 | Total    | Total         | Total                                             | 26 000     |